# Bill Horvitz
William „Bill“ Wayne Horvitz (* 12. Mai 1947 in New York City; † 15. Januar 2017 in Forestville (Kalifornien)) war ein US-amerikanischer Jazzgitarrist.

## Leben und Wirken
Horvitz besuchte die Thatcher School und das Colorado College; nach seinem Umzug nach San Francisco 1967 studierte er Musik am Ali Akbar College of Music und hatte daneben Unterricht bei Art Lande. Sein Studium setzte er dann an der New York University fort, wo er 1986 den Bachelor („summa cum laude“) in vergleichender Religionswissenschaft erwarb. Von 1978 bis 1988 lebte er im East Village von Manhattan und war als Gitarrist in der dortigen Avant-Jazz-Szene tätig. In dieser Zeit arbeitete er u. a. mit J. A. Deane, Dickey Dworkin, Shelley Hirsch, David Hofstra, seinem Bruder Wayne Horvitz, Jason Kao Hwang, Phillip Johnston, Myra Melford, Butch Morris, Bobby Previte, Dave Sewelson, Elliott Sharp und John Zorn (Archery, 1981). Ferner leitete er das Quartett Living With Apparitions und gehörte der New-Wave-Band The Public Servants an. 1988 zog er mit seiner Familie nach Kalifornien und lebte ab 1992 in Sonoma County.
In den 1990er-Jahren arbeitete Horvitz in der Bay Area u. a. mit Joseph Sabella, Steve Adams, später auch mit Harris Eisenstadt, mit dem er die Bill Horvitz Band gründete und zwei Alben vorlegte. Ab 2005 arbeitete er mit seiner zweiten Frau Robin Eschner im Folkduo Tone Bent zusammen, ferner im Ensemble Take Jack. In dieser Zeit schrieb er auch mehrere Kompositionen wie das seinem verstorbenen Bruder gewidmete Stück The Long Walk. Ferner arbeitete er im Trio mit Scott Walton und Tom Hayashi (The Skerries), sowie im Duo mit dem Gitarristen Jesse Boggs; außerdem war er als Musikpädagoge tätig. Im Bereich des Jazz war er zwischen 1979 und 2011 an 16 Aufnahmesessions beteiligt, u. a. auch mit Peter Kuhn und mit Myles Boisen/Jon Raskin. Horvitz starb Anfang 2017 an den Folgen einer Darmkrebserkrankung.

## Diskographische Hinweise
- Bill Horvitz/Lawrence „Butch“ Morris/J.A. Deane: Trios (Dossier, 1985)
- Solo Guitar & Ensemble Pieces (Ear-Rational 1986), mit Herb Robertson, Alex Lodico, Vincent Chancey, Marion Brandis, George Cartwright, Myra Melford, Jason Kao Hwang, Elliott Sharp, David Hofstra, Bobby Previte, Evan Gallagher
- Island of Sanity: New Music from New York City (No Man’s Land, 1987), mit Lawrence „Butch“ Morris, J.A. Deane
- Dust Devil (Music & Arts, 1995), mit Steve Adams, Joseph Sabell
- The Disappearance (Evander Music, 2003) dto.
- Out By Five: Shards from a Future Utopia (Rastscan, 2006), mit Jon Raskin, George Cremaschi, Garth Powell
- The Bill Horvitz Expanded Band: The Long Walk (Big Door Prize, 2011)